# SABMiller
SABMiller (South African Breweries - Miller) va ser una companyia britànica i sudafricana que va sorgir per la fusió de South African Breweries i Miller Brewing l'any 2002 i el 2005 de Bavaria S.A.. Era la segona cerveseria per volum al món després d'InBev.
La companyia domina els mercats d'Àfrica, Amèrica del Nord, Europa Oriental i Amèrica del Sud. Té la seu a Londres.
El 19 de juliol de 2005, SABMiller es va fusionar amb Bavaria S.A., la major cervesera de Colòmbia i la desena del món (per això és també accionista majoritària d'Unión de Cerverías Peruanas Backus & Johnston) i la segona d'Amèrica del Sud. També va adquirir part d'Industrias La Constancia, d'El Salvador, i de la Cervercería Hondureña, d'Hondures.
El febrer de 2008 augmenta la seva participació a la cerveseria holandesa Royal Grolsch N.V. del 14,76% al 94,65%. La quantitat desemborsada va ser d'uns 816 milions d'euros.
L'empresa també és propietària del 100% de la polonesa Kompania Piwowarska des que comprés al maig de 2009 el restant 28,1% amb 1100 milions de dòlars.
El novembre de 2010, SABMiller compra el 100% de l'empresa CASA (Cervecería Argentina S.A.) Isenbeck per 43 milions de dòlars, i es fa càrrec de la producció i distribució de les marques Warsteiner i Isenbeck per al mercat argentí. El juny de 2012, Miller Genuine Draft és llançada al mercat argentí.
L'octubre de 2015, Anheuser-Busch InBev s'anuncien plans per adquirir SABMiller per 69 milers de milions de lliures.

## Marques
Les principals marques de l'empresa són:
- Castle Lager
- Carling Black Label
- Lech
- Snow
- Miller Genuine Draft
- Miller High Life
- Miller Lite
- Pilsner Urquell
- Ursus
- Peroni Nastro Azzurro
- Cerveza Atlas
- Cerveza Balboa
- Tyskie
- Grolsch Premium Lager